# Église Sainte-Élisabeth de Nantes
L'église Sainte-Élisabeth de Nantes est située à Nantes dans le département de Loire-Atlantique en France.
Elle est située à l'est de la ville, dans le quartier Malakoff Saint-Donatien, rue de Coulmiers. Elle constitue sa propre paroisse mais est gérée conjointement avec celle de l'église Saint-François-de-Sales dans un ensemble paroissial, dans la zone pastorale Nantes-Centre.
Elle n'est pas classée aux monuments historiques.